# Elaeocarpus lacunosus
Elaeocarpus lacunosus là một loài thực vật có hoa trong họ Côm. Loài này được Wall. ex Kurz mô tả khoa học đầu tiên năm 1877.